# Alexander von Antalffy

Alexander von Antalffy, en hongrois Antalffy Sándor (né le 13 février 1887 à Budapest et mort le 1er novembre 1961 à Munich) est un acteur et réalisateur de cinéma germano-hongrois de la période du muet.

## Biographie
Sándor Antalffy joue à partir de 1913 dans des films policiers et d'aventure, mais aussi dans des films dramatiques. Il incarne le détective Dick Carter dans le film du même nom puis MacWood dans la série du réalisateur Gernot Bock-Stieber (de).
Son œuvre la plus importante en tant que réalisateur est probablement la première adaptation cinématographique du roman de Frank Wedekind, Lulu sortie en 1917 pour la PAGU (de) avec Erna Morena dans le rôle-titre. Il signe ensuite une adaptation en hongrois du roman Le Petit Lord Fauntleroy de Frances Hodgson Burnett, A kis Lord, avec l'enfant-star Tibor Lubinszky (de).
En juin 1922, il est cofondateur de Bios Film AG et dirige l'entreprise jusqu'en 1925 en tant que membre du conseil d'administration aux côtés de Heinz Ullstein (de), il est aussi brièvement le seul directeur d'Europa-Film AG, fondée en octobre 1923.

## Filmographie

### Comme acteur
- 1913 : Die Spinne (de) d'un réalisateur non identifié
- 1914 : Die Flammentänzerin
- 1914 : Das Millionen-Halsband (de) d'Eugen Illés (de)
- 1915 : Die Mobilmachung in der Küche d'Alfred Halm
- 1915 : Der Spieler
- 1916 : Der Sekretär der Königin (de) de Robert Wiene
- 1916 : Dick Carter (de) de Rudolf Biebrach
- 1916 : Der Mann im Spiegel (de) de Robert Wiene
- 1916 : Das Leben ein Traum de Robert Wiene
- 1916 : Amarant (de) de Martin Haras
- 1916 : Frau Eva de Robert Wiene
- 1917 : Christa Hartungen (de) de Rudolf Biebrach
- 1917 : Die Prinzessin von Neutralien (de) de Rudolf Biebrach
- 1918 : Die zweite Frau de Richard Oswald
- 1918 : Das Kainszeichen (de) de Richard Oswald
- 1918 : A kis lord d'Alexander Antalffy
- 1918 : A testör d'Alexander Antalffy
- 1920 : Die Strahlen des Todes de Gernot Bock-Stieber (de)
- 1920 : Maulwürfe d'Artur Holz
- 1920 : Das Zeichen des Malayen de Carl Heinz Boese (de)
- 1920 : Arme Violetta de Paul Ludwig Stein
- 1921 : Der Mann im Schrank de Gernot Bock-Stieber (de)
- 1922 : Die Silbermöve de Fred Sauer
- 1924 : Ein Traum ein Leben de Gernot Bock-Stieber (de)

### Comme réalisateur
- 1917 : Lulu
- 1918 : Das Rätsel von Bangalor
- 1918 : A kis lord
- 1918 : A testör
- 1919 : Das Goldene Buch
- 1922 : Kauft Mariett-Aktien
- 1923 : Die Taifunhexe

## Crédit d'auteurs
- (de) Cet article est partiellement ou en totalité issu de l’article de Wikipédia en allemand intitulé « Alexander von Antalffy » (voir la liste des auteurs).